# Fernando Mitre
Fernando Mitre (Oliveira, 15 de agosto de 1943) é um jornalista brasileiro, atual diretor nacional de jornalismo da Rede Bandeirantes. 
Mitre se graduou em Letras e se pós-graduou em Teoria Literária pela PUC de São Paulo.

## Carreira
Iniciou a carreira como jornalista em 1963 no jornal Correio de Minas, com a função de repórter. Também passou por outros jornais como Diário de Minas e o semanário O Binômio.
Depois de alguns anos Mitre recebeu uma proposta para integrar a equipe que fundaria o Jornal da Tarde, sob o comando de Mino Carta, e tempos depois, de Murilo Felisberto.  No Jornal da Tarde, assumiu diversas funções até se tornar diretor de redação, cargo que ocupou durante 13 anos.
O convite para trabalhar na Bandeirantes foi feito em 1989, época em que a emissora produziu o primeiro debate na televisão brasileira entre candidatos à Presidência da República. De lá pra cá, mais de 30 debates já aconteceram na Bandeirantes. Na emissora o jornalista se tornou diretor de jornalismo, cargo que ocupa desde março de 1999.
Fernando Mitre apresenta aos domingos à noite o programa de televisão Canal Livre. Apresenta na BandNews TV a coluna eletrônica A Notícia. Na Band, faz as críticas políticas e econômicas do Jornal da Noite.